# Isabel García Tejerina
Isabel García Tejerina (Valladolid, 9 de octubre de 1968) es una política española, miembro del Partido Popular, que entre 2014 y 2018 se desempeñó como ministra de Agricultura, Pesca, Alimentación y Medio Ambiente.
Ingeniera agrónoma de profesión, ha desempeñado su carrera en el Ministerio de Agricultura, donde fue asesora de diversos ministros. Entre 2000 y 2004 ejerció como secretaria general de Agricultura y Alimentación en el segundo Gobierno de José María Aznar, cargó que volvió a desempeñar entre 2012 y 2014, entonces bajo el primer Gobierno de Mariano Rajoy. Entre uno y otro cargo, trabajó en una empresa de fertilizantes del sector privado. Tras el nombramiento del ministro Miguel Arias Cañete como comisario europeo, Tejerina fue nombrada ministra de Agricultura, Pesca y Medio Ambiente y, a finales de 2016, su cargo fue renombrado como «ministra de Agricultura y Pesca, Alimentación y Medio Ambiente». Además de los cargos institucionales ya mencionados, también fue diputada a Cortes entre enero de 2016 y julio de 2020.
Tras abandonar los cargos institucionales que poseía, ingresó en el Consejo de Administración de Iberdrola.

## Biografía
García Tejerina estudió en el Colegio La Enseñanza de Valladolid, perteneciente a la Compañía de María. Es ingeniera agrónoma por la Universidad Politécnica de Madrid y licenciada en Derecho por la Universidad de Valladolid. Cuenta, además, con sendos másteres en Comunidades Europeas por la Universidad Politécnica de Madrid y en Economía Agraria por la Universidad de California en Davis.

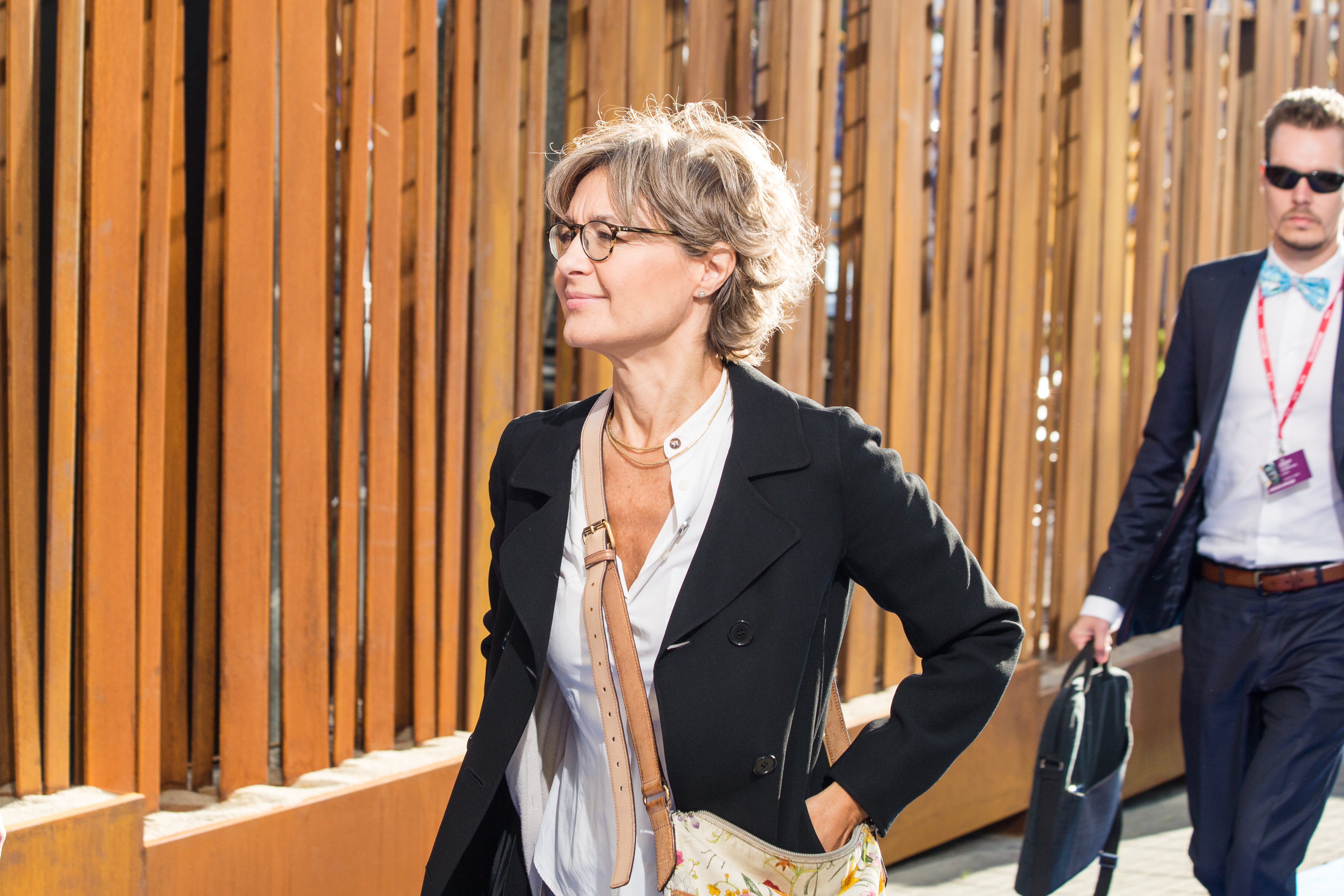
En una reunión informal de ministros de Agricultura y Pesca en septiembre de 2017

Desarrolló prácticamente la totalidad de su carrera política en el Ministerio de Agricultura, primero como asesora de los ministros Loyola de Palacio, Jesús Posada y Miguel Arias Cañete, y posteriormente como secretaria general de Agricultura y Alimentación en el ente ministerial, en dos etapas: de 2000 a 2004 y de 2012 a 2014.
Fue, igualmente, directora de planificación estratégica de la empresa Fertiberia entre 2004 y 2012 y en ese mismo período, consejera de la compañía mercantil argelina de fertilizantes Fertial S.P.A.
El 28 de abril de 2014 fue nombrada ministra de Agricultura en sustitución de Miguel Arias Cañete elegido europarlamentario y comisario de Energía de la Unión Europea. En las elecciones generales de España de 2015 y las elecciones generales de España de 2016 fue la candidata número 3 en la lista del PP por Madrid al Congreso de los Diputados, con lo que consiguió escaño para las XI y XII Legislaturas.
El 3 de noviembre de 2016 revalidó su cargo al frente del Ministerio de Medio Ambiente, que incorpora en la nomenclatura el término pesca para llamarse Agricultura y Pesca, Alimentación y Medio Ambiente. En abril de 2019 asumió la coordinación de la campaña del PP para las elecciones europeas de mayo de 2019 en sustitución del jefe de campaña de las elecciones legislativas Javier Maroto.
Dejó su escaño en el Congreso en julio de 2020. En septiembre de 2020, Iberdrola la nombró consejera de sus filiales latinoamericanas, miembro de pleno derecho de los Comités Financieros y de Retribuciones y Sucesiones de Neoenergía.